# Романово (Воткінський район)
Рома́ново (рос. Романово) — присілок у Воткінському районі Удмуртії, Росія.
Населення становить 60 осіб (2010, 60 у 2002).
Національний склад (2002):
- росіяни — 63 %
- удмурти — 31 %

Урбаноніми:
- вулиці — Центральна